# Борозда Самария
Борозда Самари́я (англ. Samaria Fossa) — длинная и узкая впадина (борозда) на поверхности спутника Сатурна — Энцелада. Борозды, как полагают ученые, являются результатом целого ряда геологических процессов, например, разломов или обвалов.

## География
Примерные координаты объекта — 26°53′ с. ш. 225°10′ з. д. / 26,89° с. ш. 225,17° з. д.. Борозда подробно снята космическим аппаратом «Кассини-Гюйгенс», её длина составляет около 190 км. Расположена на северо-востоке равнины Дийяр, на юго-западе встречается с рытвинами Арран. На юго-западе от неё находится схожая структура — длинная борозда Хорасан. Восточнее — рытвины Миср и Аль-Яман, а также цепочка именных кратеров — Дуньязада, Шахразада и Аль-Хаддар. В непосредственной близости от борозды Самария расположен 14-километровый кратер Харун, а на севере — кратер Ишак.

## Эпоним
Названа в честь Самарии — исторической области, фигурирующей в сборнике арабских сказок «Тысяча и одна ночь». Официальное название было утверждено Международным астрономическим союзом в 2014 году.